# Проницаемое мощение улиц

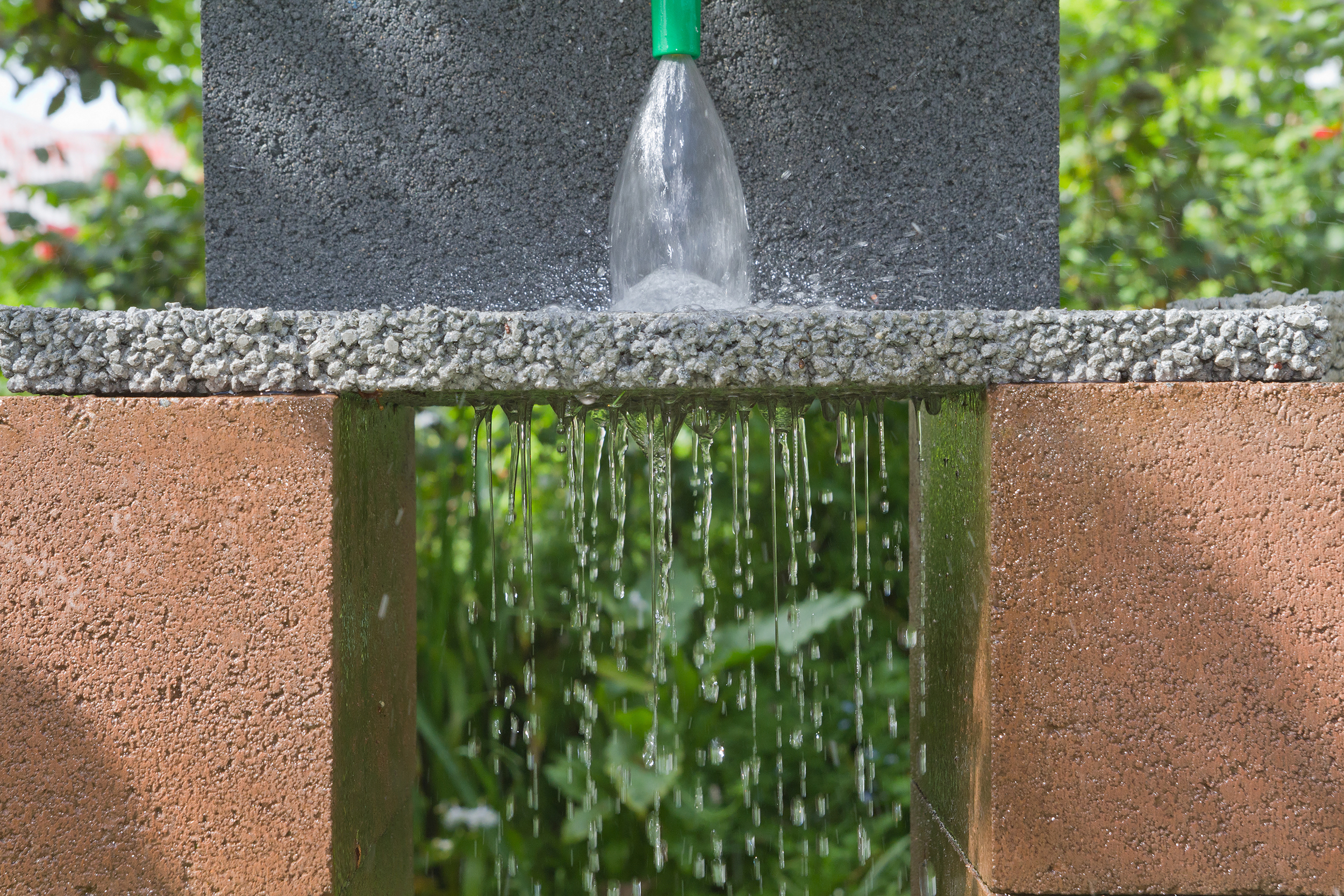
Проницаемый материал

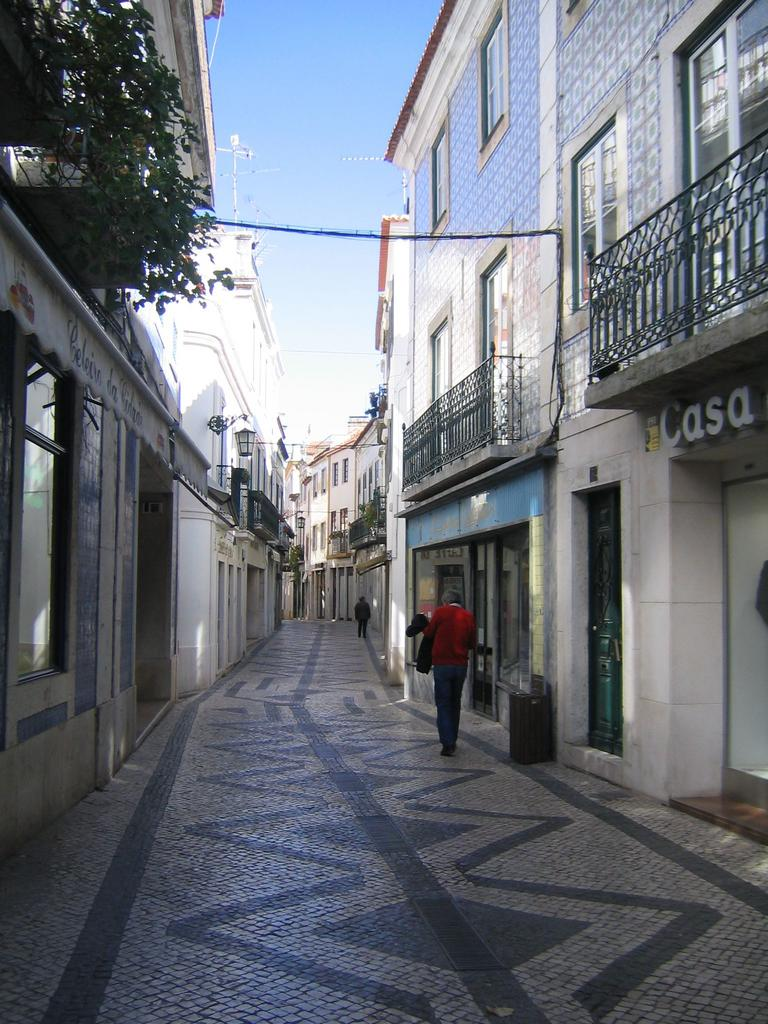
Покрытие в Сантарен, Португалия

Проницаемое мощение улиц — принцип использования пропускающих воду и воздух материалов для мощения тротуаров, дорог, велосипедных дорожек и автостоянок с целью их дренажа.
Проницаемое мощение позволяет отфильтровывать загрязняющие вещества из воды и более равномерно и эффективно поглощать осадки. При внешней неотличимости некоторых пористых материалов от непористых, их воздействие на окружающую среду качественно различно. Пористые материалы позволяют обеспечивать эффективный слив дождевой воды, за счет её просачивания в грунт.

## Описание и применение
Примером этого принципа служит слой проницаемого газона над гравием или пористым асфальтом.

## Преимущества

### Управляемый дренаж воды
Пропускающие воду покрытия доказали свою эффективность в городских водостоках. Большие объемы городского водостока являются причинами эрозии почвы.

### Фильтрация загрязняющих веществ
Проницаемые покрытия задерживают загрязняющие вещества в почве или в материале, лежащим в основе покрытия, и позволяют просачивание воды для равномерного пополнения запасов подземных вод, предотвращая проблемы эрозии. Они захватывают тяжелые металлы, которые попадают на них, не давая им спускаться вниз по течению и накапливаться в окружающей среде.

### Деревья
Проницаемые тротуары позволяют городским деревьям укореняться. Пористая поверхность пропускает воздух и воду к корневой зоне. В то же время, влияние проницаемых материалов не было доказано экспериментально. Многие исследователи отмечают, что рост дерева не увеличивается.

## Недостатки

### Неэффективное поглощение больших объемов осадков
Проницаемые тротуары не предназначены для управления ливневыми стоками. Использование этой техники должно быть частью общей системы управления ливневыми стоками и не является заменой других методов.
Кроме того, при больших объемах осадков, вода может не успевать просачиваться в землю.

## Виды проницаемых материалов

### Бетон
Проницаемый бетон широко доступен и может переносить высокие нагрузки. Качество покрытия зависит от технологии установки..

### Пористый асфальт
Пористый асфальт смешивается с обычным асфальтом, и благодаря крупным одиночным частицам в покрытии остаются пустоты, которые придают материалу пористость и проницаемость. Пористые поверхности асфальта используются на автомобильных дорогах, чтобы улучшить безопасность движения путём удаления воды с поверхности.